# Pyongyang Sports Club
El Pyongyang Sports Club (llamado erróneamente Pyongyang City) también puede ser llamado solo como Pyonyang es un equipo de fútbol de Corea del Norte con sede en la capital Pionyang.
Juegan en la Liga de fútbol de Corea del Norte, la cual es la liga de fútbol más importante del país. Su máximo rival es el equipo 4.25 Sports Club y protagonizan el "derby de Pyonyang".
El equipo fue creado por Kim Il-sung el 30 de abril de 1954.

## Palmarés
- Liga de fútbol de Corea del Norte: 5

1991, 2004, 2005, 2008, 2009

## Jugadores

### Jugadores destacados
- Kim Kuk-Jin